# Hilarocassis maculicollis
Hilarocassis maculicollis es una especie de insecto coleóptero de la familia Chrysomelidae, descrita en 2003 por Swietojanska.